# Beremend
Beremend (németül: Behrend) nagyközség Baranya vármegyében, a Siklósi járásban, közigazgatási területén fekszik Magyarország legdélibb pontja. Határátkelőhely.

## Fekvése
Beremend a Nyárád-Harkányi-síkon fekszik, a Drávától 10 kilométerre északra, közel Magyarország legdélibb pontjához, közvetlenül a horvát határ mentén (é. sz. 45° 44′ 13″, k. h. 18° 26′ 48″45.736944°N 18.446667°E).

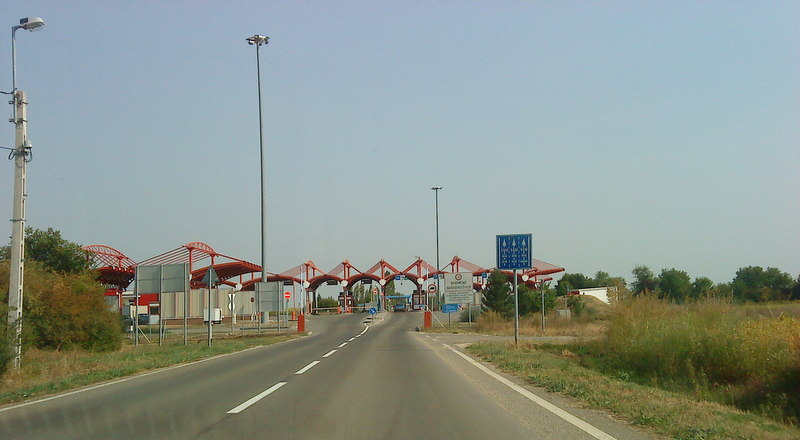
Az 5708-as út beremendi határátkelője

2006 decemberében adták át az új beremendi határátkelőt, amely megfelel az uniós normáknak.

### Megközelítése
A település Baranya vármegye legdélebbi részén fekszik, közúton így csak Villány vagy Siklós felől érhető el: az előbbi város irányából Magyarbóly érintésével, az 5706-os úton, míg az utóbbi felől Nagyharsányon keresztül, az 5708-as úton. Ez utóbbi az, ami elvezet Beremend központjától egészen az országhatárig és a határátkelőhelyig; a határ túloldalán a legközelebbi szomszéd község a horvátországi Petárda, régebbi nevén Peterd, mai nevén Baranjsko Petrovo Selo.
A környező kisebb települések közül Kásáddal az 57 121-es számú mellékút köti össze.
Személyforgalmat bonyolító vasútvonal nem érinti, de cementgyárát kiszolgálja a Középrigóc–Villány-vasútvonal egy rövid szárnyvonala, amelynek végállomása a mai Magyarország legdélebbi fekvésű, működő vasútállomása is egyben.

## Története
Már az újkőkorban lakott terület volt, ez régészeti leletek bizonyítják. Az első okleveles forrás, 1281-ben említi, amikor a névadó Beremeni Péter 7 ekényi földjét eladta rokonának. Ennek emlékét őrzi a beremendi csücskös talpú címer, amelyben hasított szalagban a „BEREMEND1281” felirat olvasható. Más források szerint Berman, vagy Bermann névből eredhet az 1200-as évekből.
Beremend virágkorát a Hunyadiak alatt élte: a 15. században mezővárosi ranggal bírt, vásártartási joggal rendelkezett. Az 1687. augusztus 12-i nagyharsányi csata után a falu elnéptelenedett, csak az 1700-as évek elején kezdődött meg újra a falu benépesedése. 1769-ben már volt a faluban iskola.
1918 novemberétől 1921 augusztusig szerb megszállás alatt volt, 1921 nyarán  a Baranya–bajai Szerb–Magyar Köztársaság nevű szerb bábállam része, szerepelt a szerb királyság minimális területi követeléseit bemutató 1919 májusi memorandumban is.
Beremendhez tartozó egykori puszta Püspökbóly (1933-ig Rácbóly, horvátul: Pišpek) amely a község központjától északkeletre található. A 19. század közepén Beremend egészéhez hasonlóan szerbek alkották népességének nagy részét. Az 1910-es évekre Beremend már német többségű lett, Püspökbóly azonban szerb többségű maradt. A puszta neve 1933-ig Rácbóly volt, amikor nevét az országban található Rác- kezdetű településnevek többségével együtt megváltoztatták. Itt született Manninger Jenő sebészprofesszor.

## Idegen elnevezései
Horvátul a hivatalos neve Breme, de a Brime alakot a versendi horvátok, a Bremen alakot az átai horvátok használták.

## Közélete

### Polgármesterei
- 1990–1994: Heindl József (SZDSZ)[9]
- 1994–1998: Heindl József (SZDSZ)[10]
- 1998–2002: Heindl József (SZDSZ)[11]
- 2002–2006: Heindl József (SZDSZ)[12]
- 2006–2010: Orsokics István (független)[13]
- 2010–2014: Orsokics István (független)[14]
- 2014–2019: Theisz Ferenc (Fidesz-KDNP)[15]
- 2019–2024: Theisz Ferenc (Fidesz-KDNP)[16]
- 2024– : Theisz Ferenc (Fidesz-KDNP)[1]

## Oktatás
A helyi általános iskolába a 2019/2020 tanévben 161 diák járt.

## Népesség
A település népességének változása:
| Lakosok száma | 2509 | 2467 | 2428 | 2306 | 2247 | 2163 | 2151 | 2110 |
|               | 2013 | 2014 | 2015 | 2019 | 2021 | 2022 | 2023 | 2024 |

A 2011-es népszámlálás során a lakosok 75,2%-a magyarnak, 1% cigánynak, 1,4% horvátnak, 0,2% lengyelnek, 3,5% németnek, 0,2% szerbnek mondta magát (24,7% nem nyilatkozott; a kettős identitások miatt a végösszeg nagyobb lehet 100%-nál). A vallási megoszlás a következő volt: római katolikus 46,7%, református 9%, evangélikus 0,6%, görögkatolikus 0,2%, felekezeten kívüli 11,3% (31,6% nem nyilatkozott).
2022-ben a lakosság 93,8%-a vallotta magát magyarnak, 2,4% németnek, 2,1% cigánynak, 1,2% horvátnak, 0,2% szerbnek, 0,2% lengyelnek, 0,1% bolgárnak, 0,8% egyéb, nem hazai nemzetiségűnek (6,2% nem nyilatkozott; a kettős identitások miatt a végösszeg nagyobb lehet 100%-nál). Vallásuk szerint 39,8% volt római katolikus, 8,3% református, 0,4% evangélikus, 0,3% ortodox, 0,1% görög katolikus, 0,1% egyéb keresztény, 0,8% egyéb katolikus, 14,6% felekezeten kívüli (35,5% nem válaszolt).

## Nevezetességei
- Mendele Ferenc emlékház
- Megbékélés kápolna

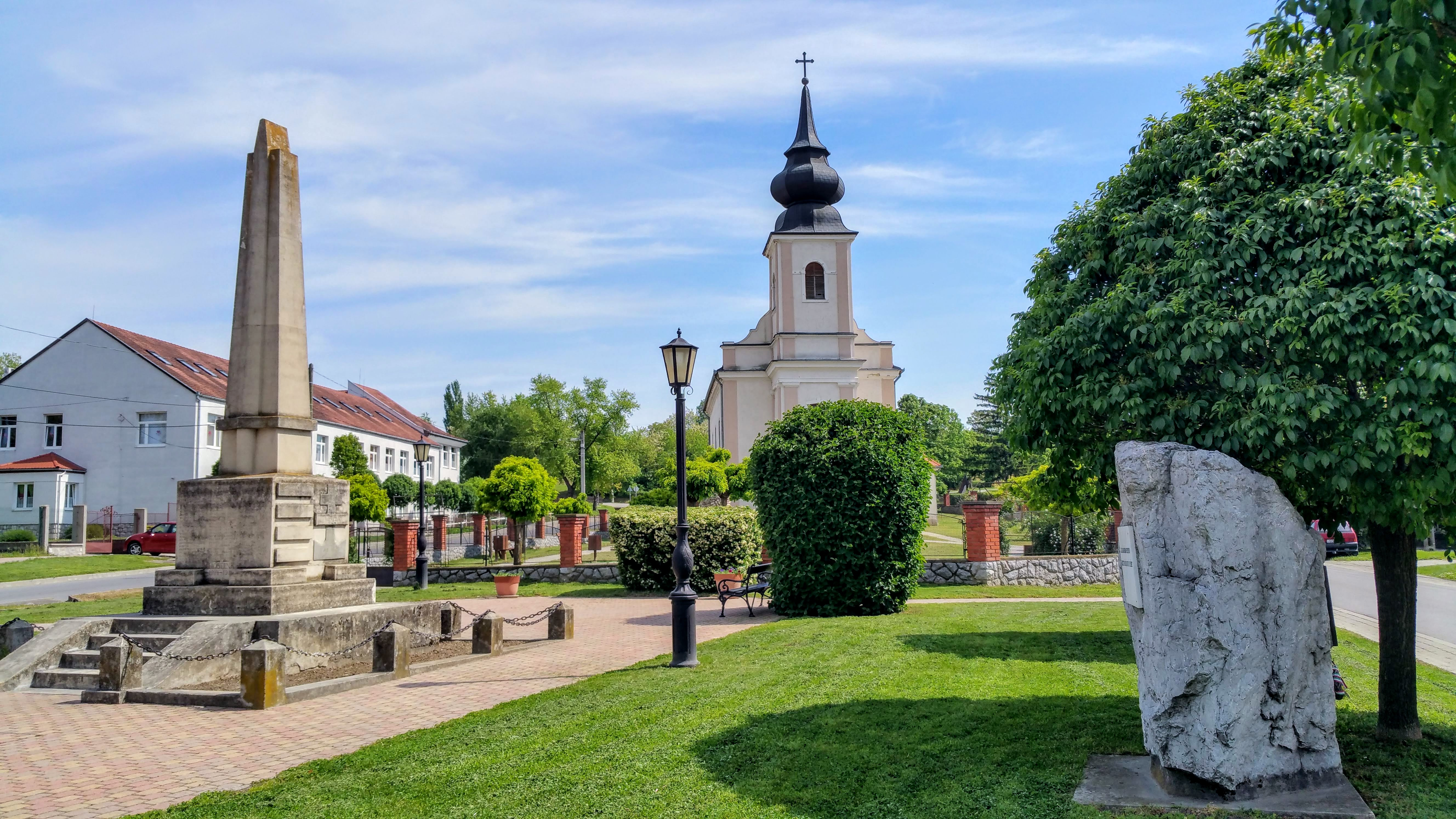
Beremend központi tere

- Beremendi-kristálybarlang (nem látogatható)
- Déli pont (kopjafa)
- Strandfürdő (karsztvízzel)

## Gazdaság
- Mészkőbányászat.
- Beremendi Cementgyár (Duna-Dráva Cement Kft. Beremendi Gyár)
- Mészgyár (Carmeuse Hungary Kft. Beremendi Gyár)

## Híres szülöttei
- Adam Dragosavljević (1800–1862) magyarországi szerb pedagógus, nyelvújító.
- Bertalan Lajos (1838–1901) mérnök
- Manninger Gusztáv Adolf (1910–1982) magyar mezőgazdász, egyetemi tanár.
- Manninger Jenő (1918–2008) sebészprofesszor.
- Hegyi Sándor (1932–2009) válogatott labdarúgó, hátvéd.
- Mendele Ferenc (1934–1994)[20] Ybl-díjas építész, az Országos Műemlékvédelmi Felügyelőség igazgatója

## A település a filmekben, irodalomban
- Beremend érintőlegesen említésre kerül Dobray György A Mi Ügyünk, avagy az utolsó hazai maffia hiteles története című filmvígjátékában, a történet szerint innen próbálnak cementet szerezni egy nagyszabású bűntényhez a film bűnöző főszereplői.